# Северный эмбера
Северный эмбера (Atrato, Chocó, Cholo, Darien, Darién, Darien Emberá, Dariena, Eberã, Ebera Bedea, Eberã Bed’ea, Eerã, Empera, Emperã, Eperã Pedea, Northern Emberá, Panama Embera) — крупнейший язык эмбера, на котором говорит народ эмбера, который проживает на низменностях джунглей вдоль рек; в провинциях Дарьен и Панама на востоке Панамы, а также на тихоокеанских прибрежных реках от Кабо-Корриентес к департаменту Антьокия (река Верде), в департаменте Чоко бассейна реки Атрато в Колумбии.
Алфавит для северного эмбера утверждён в 2010 году и содержит следующие буквы: A a, Ã ã, Ʌ ʌ, Ʌ̃ ʌ̃, B b, Ƀ ƀ, Ch ch, D d, Dy dy, Đ đ, E e, Ẽ ẽ, G g, I i, Ĩ ĩ, J j, K k, L l, M m, N n, O o, Õ õ, P p, R r, Rr rr, S s, T t, U u, Ũ ũ, V v, W w, Y y, Z z.